# Victoria (Australië)
Victoria is de kleinste staat van het Australische vasteland. Het ligt in de zuidoostelijke hoek van het continent en heeft een bevolking van ruim 6,5 miljoen inwoners op een oppervlakte van 227.416 km². De grens met New South Wales is de zuidelijke oever van de rivier de Murray. In het westen grenst het aan Zuid-Australië en in het zuiden aan de Indische Oceaan. De Straat Bass ligt tussen Victoria en Tasmanië. Victoria is net als Queensland vernoemd naar koningin Victoria.

## Geschiedenis
Het gebied was al bewoond toen in 1803 de eerste Anglo-Australiërs er zich vestigden. In 1835 kocht John Batman van de autochtone bevolking een gebied, waarop de stad Melbourne zou worden gebouwd.
In 1851 werd nabij Ballarat goud ontdekt, wat de instroom van ongeveer 10.000 goudzoekers in minder dan een jaar tijd tot gevolg had. Datzelfde jaar werd het gebied losgemaakt uit New South Wales, en in 1855 kreeg het de status van zelfregerende kolonie. Er werd een parlement gekozen, bestaande uit twee kamers. De eerste premier was William Haines.
In 1901 vormden de zes Australische kolonies het Gemenebest van Australië, en sindsdien is Victoria een deelstaat van dat land.

## Grootste kernen
| Plaatsnaam | Inwonertal |
| ---------- | ---------- |
| Melbourne  | 4.100.000  |
| Geelong    | 205.000    |
| Ballarat   | 90.300     |
| Bendigo    | 80.000     |

De hoofdstad Melbourne met ongeveer 70% van de bevolking van de deelstaat en gelegen aan de noordzijde van de Port Phillipbaai heeft de drukste containerhaven van Australië. De stad is het economische en culturele centrum van de deelstaat. In deze stad bevindt zich ook de Staatsbibliotheek van Victoria.

## Landschap
Er zijn in Victoria grote verschillen in klimaat, van het gematigde vochtige oostelijke Gippsland tot de in het noordoosten in de winter met sneeuw bedekte en bijna 2000 meter hoge Australische Alpen en van de hete halfwoestijn van het noordwesten tot de weelderige irrigatiegebieden langs de Murray.
De Mount Bogong is de hoogste berg in Victoria.

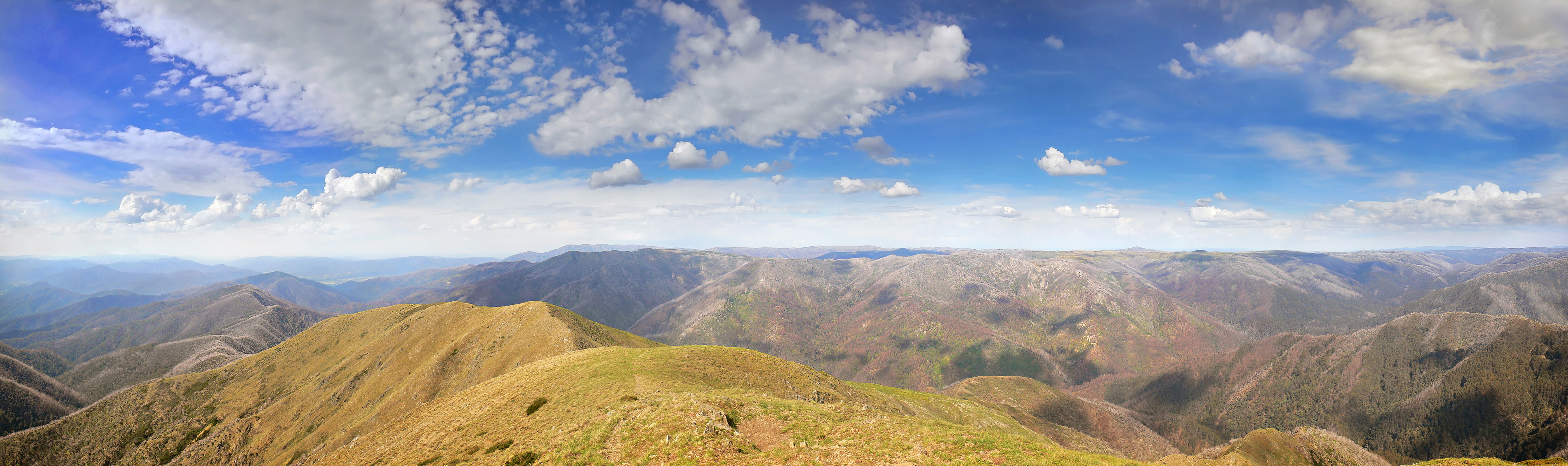
Uitzicht vanaf de berg Feathertop in de Australische deelstaat Victoria

In Victoria werd in de 19e eeuw goud gevonden bij de Raspberry Creek. Dit goud was van zeer hoge kwaliteit. Langs de beek werden gehuchten gesticht. Het gehucht A1 Mine Settlement dankt zijn naam aan deze periode.